# Алин Апостолска
Алин Апостолска (на френски: Aline Apostolska), родена като Алина Апостолска (на македонска литературна норма: Алина Апостолска), е френска и канадска писателка от Скопие.

## Биография
Родена е на 2 май 1961 година в Скопие, СР Македония, ФНР Югославия.
Съвсем малка заминава през 1964 г. при родителите си в Париж (установили се там от края на 1950-те години), където живее до 1991 година, а после край Орлеан. Завършва „История“ в университета Париж VII (1982). През 1998 година се мести да живее в Канада със своите 2 сина и де установява в Монреал. Говори 5 езика, но пише само на френски.
Работи като писателка, културна журналистка, специализирана в модерния танц, водеща в радио и телевизия, редакторка, учителка по творческо писане, продуцентка на шоу и лекторка. В периода от 1987 година Апостолска издава повече от 40 творби, сред които романи, разкази, есета, биографии, поезия и други, като публикува първо във Франция, а след това в Канада. Някои от нейните творби се превеждат на други езици.
Печели престижната канадска „Награда на генерал-губернатора“ през 2012 г.

## Творчество
Създала е над 40 творби, издадени в периода 1987 – 2017 година, като авторка или в съавторство. Сред по-известните са по-долу изредените.

### Романи и разкази
- Les Larmes de Lumir, Paris, Mots d’Homme, 1986
- Lettre à mes fils qui ne verront jamais la Yougoslavie, Paris, Isoète, 1997; Montréal, Leméac, 2000
- Les Grandes aventurières, Montréal, Stanké/Radio-Canada, 2000
- Tourmente, Montréal, Leméac, 2000
- L’Homme de ma vie, Montréal, Québec Amérique, 2003
- Neretva, Montréal, Québec Amérique, 2005; Paris, Isoète, 2008
- Ailleurs si j’y suis, Montréal, Leméac, 2007
- Fleur de Cerisier, Montréal, VLB, septembre 2014 (Vol 459)
- L'Île Noire de Marco Polo, Montréal, Édito, avril 2015
- Quand Marie relevait son jupon, Montréal, VLB, mai 2015
- Le Cœur Bleu, Montréal, Recto-Verso, janvier 2016
- Les Steppes de Gengis Khan, Montréal, Édito, mai 2016
- Une ville, qui danse. Tome 1. Derrière le rideau. Montréal, VLB, juin 2018

### Поезия
- Au joli mois de mai, Montréal, VLB, 2001

### Юношеска литература
- La Treizième lune, avec Raphaël Weyland, Paris, Bastberg, 1996
- Maître du Jeu, Montréal, Québec Amérique, 2004
- Les Voisins Pourquoi, avec Louis Weyland, Montréal, Québec Amérique, 2006
- Les Jeux olympiques de la ruelle, avec Louis Weyland, Montréal, Québec Amérique, 2008
- Un été d’amour et de cendres, Montréal, Leméac, 2012. (Prix du Gouverneur général 2012). Преведена на северномакедонски и испански
- Oublie-le Marjo ! Montréal, Les Éditions de l'Homme, 2013
- De quoi j’ai l’air ? Montréal, Les Éditions de l'Homme, 2013 – Prix Image/In 2014 Coup de cœur du jury Jeunesse
- Je fais ce que je veux. Montréal, Les Éditions de l'Homme, 2014
- #jeveuxquecaarrete, Montréal, Les Éditions de l'Homme, 2014
- Neuf bonnes nouvelles d'ici et Une d'ailleurs, Montréal, La Bagnole, mai 2014
- Au secours, mon père se marie ! Montréal, Les Éditions de l'Homme, mai 2016
- Il faut qu'on en parle ! Montréal, Les Éditions de l'Homme, mai 2016

### Книги за художници
- De ma nuit naît ton jour, заедно с художника Бернар Гаст, Montréal, Éditions Roselin, 2001.
- Quatre Éléments Québec, beau-livre, photos Yves Marcoux, textes Aline Apostolska et Pierre Samson. Montréal, Les Éditions de l'Homme, avril 2013

### Есета
- Étoile-moi, Paris: Calmann-Lévy, 1987.
- Sous le signe des étoiles, Paris: Balland, 1989.
- Mille et mille lunes, Paris: Mercure de France, 1992.
- Le zodiaque ou le cheminement vers soi-même, Saint-Jean-de-Braye: Dangles, 1994 (série de 12).
- Le Cinquième Chemin, biographie de Jacques Languirand, Montréal: Les éditions de l'Homme, octobre 2014, isbn: 978-2-7619-3852-5
- Saint-Laurent et moi, une histoire intime, Paris, Hugo et cie, 2017 (заедно с Фабрис Томас)